# Cyperochloeae
Cyperochloeae é uma tribo da subfamília Arundinoideae.

## Gêneros
Cyperochloa

## Observações
- http://www.ars-grin.gov/cgi-bin/npgs/html/genusfamfind.pl?genus=Cyperochloa*&ferns=ferns&gymno=gymno&angio=angio Em falta ou vazio |título= (ajuda)